# 米氏側帶雅羅魚
米氏側帶雅羅魚（學名：Telestes miloradi）為輻鰭魚綱鯉形目雅羅魚科的其中一種，分布於歐洲克羅埃西亞柳塔河流域，體長可達6.7公分，生活習性不明。